# Hannah More
Hannah More (2 de febrer de 1745 - 7 de setembre de 1833) va ser una escriptora i filantropa anglesa especialitzada en religió. És principalment reconeguda per haver pertangut al selecte cercle de Johnson, Reynolds i Garrick, per les seves obres puritanes, i per les seves pràctiques com a filantropa.

## Biografia

### Primers anys
Nascuda l'any 1745 a Fishponds, a la parròquia de Stapleton, prop de Bristol, va ser la quarta de cinc filles de Jacob More, que, antigament pertanyent a una família prebisteriana de Norfolk, havia començat a formar part de l'Església d'Anglaterra, com a Tory i com a director d'escola a Gloucestershire. L'any 1756, la germana gran de Hannah More, Mary, va establir una escola dominical al 6 Trinity Street de Bristol, la qual va mudar pocs anys més tard a Park Street. Hannah More va començar a assistir-hi als dotze anys, i va continuar a l'escola com a mestra en convertir-se en adulta. Les seves primeres obres literàries van ser obres teatrals pastorals, adaptades per ser interpretades per dones joves. La primera va ser escrita l'any 1762 sota el títol The Search after Happiness; a mitjan dècada de 1780, ja s'havien venut més de deu mil còpies. Metastasio va ser un dels seus models literaris: la seva òpera Attilio Regulo va ser la inspiració per al seu drama The Inflexible Captive.

### Carrera literària
El 1767 More va deixar de treballar a l'escola després de comprometre's amb William Turner, un home de Wraxall, Somerset. Les noces mai es va dur a terme; no obstant això, i després de negar-se, Hannah More es va veure obligada a acceptar un ingrés de £200 anuals per part de Turner. Això li va permetre viure en una forma més esplaiada, i a l'hivern de 1773 i 1774 es va mudar a Londres. Alguns versos que havia escrit basant-se en la versió de David Garrick d'El rei Lear van portar a una amistat amb el famós actor i dramaturg; aviat More va conèixer també Elizabeth Montagu i Joshua Reynolds. En un període curt va travar amistat amb Samuel Johnson, Edmund Burke i amb l'elit literària londinenca. Garrick va escriure el pròleg i l'epíleg per a la seva tragèdia Percy, la qual va ser interpretada amb un gran èxit en el Covent Garden al desembre de 1777.
Un altre drama, The Fatal Falsehood, escrit el 1779 després de la mort de Garrick, va ser menys reeixit. L'any 1781 va conèixer Horace Walpole, i a partir d'aquest moment va començar-hi una amistat que duraria moltíssim temps. A Bristol va descobrir Ann Yearsley (1753–1806), una poeta que treballava com a lletera, i va obtenir una gran suma de diners de les seves obres. Lactilia, com era anomenada Yearsley, va publicar Poems, on Several Occasions l'any 1785, i n'obtingué £600 de guanys. More i Montagu van mantenir les regalies per protegir-les de l'espòs de Yearsley: Anne Yearsley desitjava rebre els diners, i feia insinuacions de robar-l'hi a More, obligant-la a donar-l'hi. Aquestes falles literàries i socials van causar que More fos exclosa dels cercles intel·lectuals de Londres.
Hannah More va publicar Sacred Drames l'any 1782 i ràpidament es va expandir fins a tenir dinou edicions. Aquesta col·lecció i els poemes Bas-Bleu i Florio (1786) van marcar la seva gradual transició a portar una vida més seriosa, la qual cosa va ser expressat completament en prosa, en la seva obra Thoughts on the Importance of the Manners of the Great to General Society (1788), i An Estimate of the Religion of the Fashionable World (1790). En aquest punt ja coneixia William Wilberforce i Zachary Macaulay, amb els qui coincidia en les seves opinions religioses i amb els quals va militar en la societat antiesclavista coneguda com a Secta de Clapham. Va publicar un poema basat en l'esclavitud l'any 1788, i per molts anys va tractar amb Beilby Porteus, un abolicionista.
L'any 1785 va comprar una casa a Cowslip Green, prop de Wrington, al nord de Somerset, on va portar una vida més relaxada juntament amb la seva germana Martha, i va escriure diversos llibres i tractats sobre ètica: Strictures on Female Education (1799), Character of a Young Princess (1805), Coelebs in Search of a Wife (1809), Practical Piety (1811), Christian Morals (1813), Character of St Paul (1815), i Moral Sketches (1819). Les seves obres eren escrites amb rapidesa, per la qual cosa els seus llibres tenen un gènere discursiu, animat i informal. L'originalitat dels escrits de More expliquen la seva extraordinària popularitat. També va escriure diverses rimes i contes en prosa; en fou el primer Village Politics, by Will Chip (1792), per contrarestar les doctrines de Tom Paine i la influència de la Revolució francesa.
L'èxit de Village Politics va induir More a començar la sèrie de Cheap Repository Tracts, la qual va ser produïda per Hannah i les seves germanes des de 1795 fins a 1797 amb un saldo de tres impressions al mes. Tal vegada la més famosa d'aquestes obres és The Shepherd of Salisbury Plain, en la qual es descriu una família que realitza grans esforços alegrement per sobreviure. Va ser traduït a diversos idiomes, i van circular dos milions de còpies en un any, dirigides principalment als més humils per ensenyar-los les virtuts de la sobrietat, la humilitat i altres característiques incloses en la Constitució del Regne Unit.

## Obres filantròpiques i últims anys

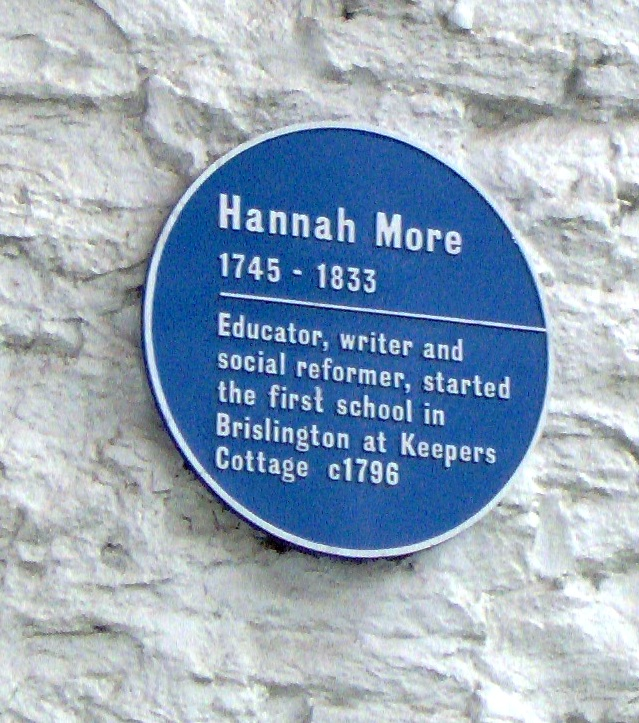
Placa Blava a la paret de Keepers Cottage, Brislington

A la fi de la dècada de 1780, Hannah i Martha More van realitzar obres filantròpiques a l'àrea de Mendip, després de ser encoratjades per William Wilberforce i d'haver vist les males condicions de vida en el lloc en visitar Cheddar el 1789. Va ser fonamental en la creació de dotze escoles en les quals s'impartien classes de lectura, religió i catecisme (encara que no d'escriptura) als nens de menys recursos. Les germanes More es van trobar amb molta oposició en el seu treball: els grangers opinaven que l'educació, fins i tot la que es limitava a ensenyar a llegir, era perjudicial per a l'agricultura, i el clergat, la negligència del qual estava sortint a la llum, les va acusar de tenir tendències embolicades amb el metodisme. Durant aquells anys, filantrops provinents de tot el món van ser a Anglaterra per observar l'obra de la brillant anciana, ja que More havia aconseguit mantenir les seves facultats fins a dos anys abans de la seva defunció. Va passar els últims cinc anys de la seva vida a Clifton, i va morir el 7 de setembre de 1833. Es troba enterrada a l'església All Saints, a Wrington.